# Zalambdalestidae
Zalambdalestidae — клада азійських евтерій, що поширена в пізній крейді. Після класифікації як Glires такі особливості, як надлобкові кістки та різні елементи черепа, ідентифікували цих тварин як поза Placentalia, й отже представляючи спеціалізовану кладу неплацентарних евтерій без будь-яких живих нащадків, і потенційно досить відмінних від сучасних плацентарних принаймні в репродуктивній анатомії.

## Таксономія
Точне положення Zalambdalestidae в Eutheria різне, хоча, як правило, вони вважаються більш базальними, ніж желестиди. Наразі клада включає роди Zalambdalestes, Alymlestes, Anchilestes, Barunlestes, Kulbeckia, Zhangolestes, Zofialestes.

## Палеобіологія
Zalambdalestidae були комахоїдними, мали заламбдодонтові корінні зуби, як і різні сучасні види комахоїдних. Вони унікально підходять для сальтаторного, бігучого способу життя, маючи довгі напівпальходячі кінцівки та хребет, схожий на сучасні зайцеподібні. Як і у більшості неплацентарних ссавців, наявність надлобкових кісток, ймовірно, означала, що вони народжували погано розвинених дитинчат, схожих на сучасних сумчастих і однопрохідних.